# Біловська сільська рада (Троїцький район)
Біло́вська сільська рада (рос. Беловский сельский совет) — сільське поселення у складі Троїцького району Алтайського краю Росії.
Адміністративний центр — селище Біловський.

## Історія
Станом на 2002 рік існували Біловська сільська рада (село Тюмень, селища Біловський, Боровлянський, Загайново, Ленінський) та Загайновська сільська рада (село Загайново), селище Лісний перебувало у складі Южаковської сільської ради.
2010 року ліквідована Загайновська сільська рада, територія увійшла до складу Біловської сільради.

## Населення
Населення — 2162 особи (2019; 2305 в 2010, 3117 у 2002).

## Склад
До складу сільської ради входять:
| Населений пункт       | Населення, осіб (2002) | Населення, осіб (2010) |
| --------------------- | ---------------------- | ---------------------- |
| Біловський, селище    | 1630                   | 1251                   |
| Боровлянський, селище | 223                    | 141                    |
| Загайново, село       | 616                    | 405                    |
| Загайново, селище     | 93                     | 60                     |
| Ленінський, селище    | 180                    | 102                    |
| Лісний, селище        | 101                    | 105                    |
| Тюмень, село          | 274                    | 241                    |